# 土成町
土成町（どなりちょう）は、徳島県板野郡にあった町である。2005年4月1日、市場町・阿波町・吉野町と合併して阿波市となった。
かつての町域は、阿波市土成町秋月・土成町水田・土成町浦池・土成町成当・土成町郡・土成町土成・土成町吉田・土成町宮川内・土成町高尾となっている。

## 地理
徳島県の北部、板野郡の西端に位置した。面積の7割が讃岐山脈となっていた。
- 山：讃岐山脈
- 河川：宮川内谷川

### 隣接していた自治体
- 徳島県
  - 吉野川市
  - 板野郡 上板町、吉野町
  - 阿波郡 市場町
- 香川県
  - 東かがわ市

## 歴史
- 1955年3月31日 - 板野郡御所村と阿波郡土成村が合併し、板野郡土成町となる。
- 2005年4月1日 - 市場町・阿波町・吉野町と合併して阿波市となる。

## 教育

### 高等学校
- 徳島県立阿波農業高等学校

### 中学校
- 阿波市立土成中学校（旧：土成町立土成中学校）

### 小学校
- 阿波市立土成小学校（旧：土成町立土成小学校）
- 阿波市立御所小学校（旧：土成町立御所小学校）

## 交通

### 道路
- 高速道路
  - 徳島自動車道：土成インターチェンジ
- 一般国道
  - 国道318号
- 都道府県道
  - 徳島県道12号鳴門池田線
  - 徳島県道15号徳島吉野線
  - 徳島県道137号土成徳島線
  - 徳島県道139号船戸切幡上板線
  - 徳島県道235号宮川内牛島停車場線

## 観光
- 阿波市立土成歴史館
- 道の駅どなり
- 太鼓坂
- 土御門上皇行宮跡
- 秋月城跡
- 土成中央公園
- 宮川内ダム公園
- 熊谷寺
- 十楽寺

## 土成町出身人物
- 三木武夫 - 第66代内閣総理大臣
- 森本真司 - 元四国放送アナウンサー
- 原田剛 - 実業家・作家。ワイヤーオレンジ社長